# أحادي ستيرات الألومنيوم
أحادي ستيرات الألومنيوم مركب كيميائي له الصيغة Al(OH)2C18H35O2 ويكون على شكل هلامي (جيل)؛ وهو ملح الألمنيوم لحمض الستيريك (حمض الشمع). يستخدم في تعبئة وتغليف المستحضرات الصيدلانية. وفي تحضير ألوان مستحضرات التجميل.